# Nathalie Schmidt
Nathalie Schmidt est une actrice et réalisatrice française.

## Filmographie

### Actrice
- 1990 : Europa Europa de Agnieszka Holland
- 1991 : J'embrasse pas d'André Téchiné
- 1992 : Vieille canaille, de Gérard Jourd'hui
- 1993 : Rupture(s) de Christine Citti
- 1994 : Le Beau Pavel de Lou Jeunet (moyen métrage)
- 1995 : Fast de Dante Desarthe
- 1997 : Le Secret de Polichinelle de Franck Landron
- 2003 : Une affaire qui roule d'Eric Veniard

### Réalisatrice
- 2003 : Après la pluie, le beau temps[1],[2]

### Doublage

#### Cinéma
- 1970[3] : WUSA : une fille (Leigh French)
- 1980 : Vendredi 13 : Marcie (Jeannine Taylor)

#### Animation
- 1979 : Le Lion, la Sorcière blanche et l'Armoire magique : Susan

#### Télévision
- 1978-1985 : Dallas : Lucy Ewing (Charlene Tilton)